# 劉希稷
劉希稷（1486年—？），字農卿，山東東昌府武城縣人，軍籍，明朝政治人物。

## 生平
山東鄉試第三十四名舉人。正德十六年（1521年）中式辛巳科會試第五十三名，登第三甲第二百一十六名進士。

## 家族
曾祖劉子俊；祖父劉紹宗，曾任知縣；父劉璧，曾任典寶。母屈氏；繼母李氏。具庆下。兄希夔（典膳）、弟希契、希尹、希望、希周、希曾、希柴。